# Cabeza humana
La cabeza humana es la parte superior del cuerpo humano que se encuentra unida al tronco por medio del cuello. Alberga el cerebro y, por lo tanto, en este se dan las ideas conscientes, la imaginación, la memoria, la creatividad y la toma de decisiones. Contiene receptores sensoriales especiales (ojos, boca, oídos y nariz) e instrumentos para la emisión de la voz y para la expresión; es la puerta de entrada para los alimentos, el agua y el oxígeno, y la puerta de salida para el dióxido de carbono. La cabeza contiene el encéfalo y sus cubiertas protectoras (cavidad craneal y meninges), los oídos y la cara. La cara es la parte más visual que posee la cabeza humana, pues de ella depende la identidad de cada individuo. En ella se puede encontrar las órbitas de los ojos, músculos de la masticación, glándulas secretoras y válvulas. Muchas especialidades de las ciencias de la salud, estudian esta zona del cuerpo, entre ellas; neurología, neurocirugía, neurorradiologia, odontología, cirugía maxilofacial, psiquiatría, oftalmología, rinología, etc.

## Cultura

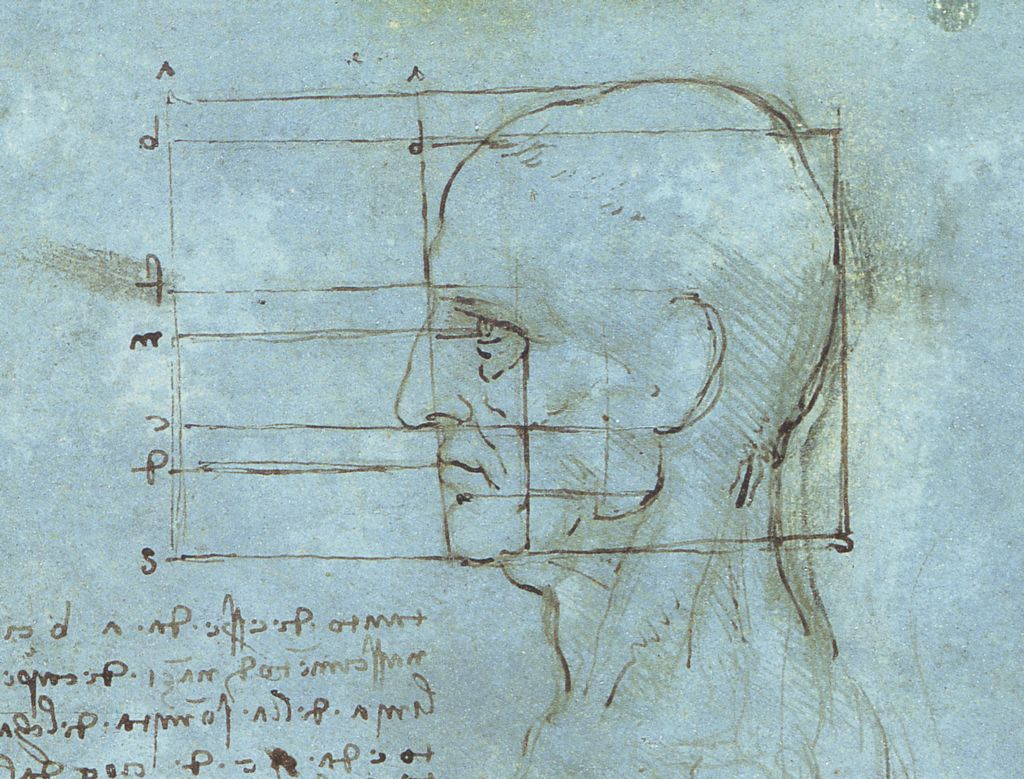
Cabeza humana dibujada por Leonardo da Vinci.

Para los humanos,  la cara es la característica principal que permite distinguirlos entre diferentes personas, debido a sus características fácilmente reconocibles como el pelo y color de los ojos, la nariz, la boca, arrugas, etc. La cabeza humana pesa normalmente entre 0,8 y 1 kilos aproximados en recién nacidos y de 6 a 7 kilos aproximados en un adulto medio. Cuando se observan diferentes especies, todas las caras parecen idénticas. Los bebés humanos están biológicamente programados para reconocer las sutiles diferencias entre los rasgos faciales de su especie.
Las personas que son más inteligentes de lo normal a veces se representan en dibujos animados con cabezas más grandes, como una forma de indicar teóricamente que tienen un "cerebro más grande"; en ciencia ficción, un extraterrestre con una gran cabeza a menudo simboliza una gran inteligencia. Fuera de esta representación simbólica, sin embargo, los avances en neurobiología han demostrado que la diversidad funcional del cerebro significa que una diferencia en el tamaño total del cerebro no es un indicador fiable de la diferencia, en su caso, en la inteligencia general entre dos humanos.

### Vista

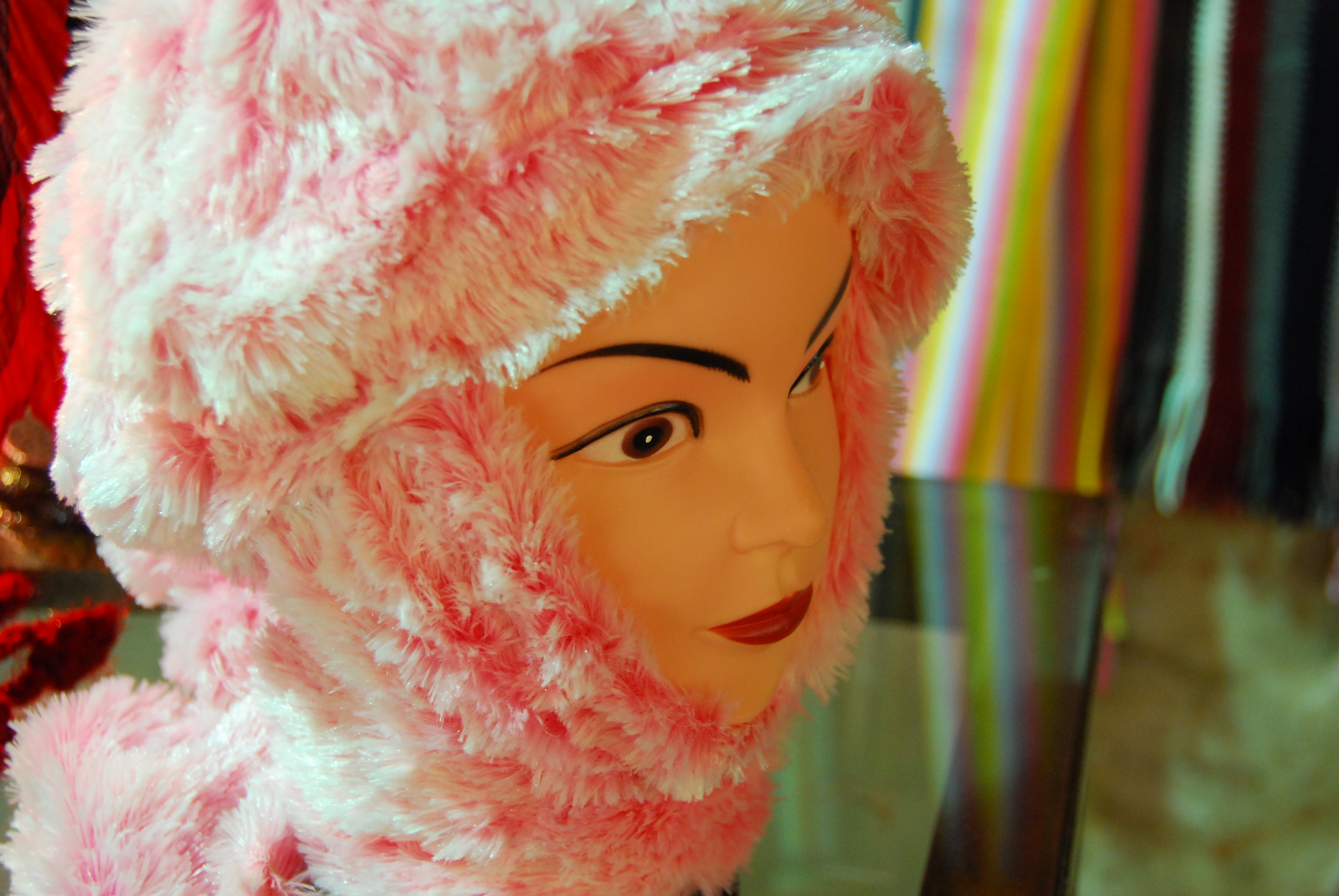
Representación de una mujer de Isfahán.

En muchas culturas, la cabeza es vista como un signo de respeto. A menudo, solo una parte o la totalidad de la cabeza debe estar cubierta y velada al entrar en lugares sagrados o lugares de oración. Durante muchos siglos, las mujeres en Europa, el Oriente Medio y del sur de Asia han cubierto su cabello en señal de modestia. Esta tendencia ha cambiado drásticamente en Europa en el siglo XX, aunque todavía se observan en otras partes del mundo. Las mujeres musulmanas se cubren el pelo, las orejas y el cuello con alguna prenda, pero la gente se puede cubrir la cabeza por otras razones. El sombrero generalmente cubre solo la parte superior de la cabeza. Esto puede ser parte de un uniforme, como por ejemplo el uniforme de un policía, un dispositivo de protección tal como un sombrero duro, una cubierta para el calor, o un accesorio de moda. Diferentes piezas en la cabeza también puede señalar la religión, espiritualidad, grupo social, ocupación y opciones de moda...

## Antropometría
Al nacer la cabeza es 1/4 de la altura del cuerpo, así, al nacer la cabeza es la cuarta parte del cuerpo llegando a ser la séptima parte en la pubertad. La cabeza y el cerebro alcanza el 90% de su volumen al cumplir el primer año de vida.

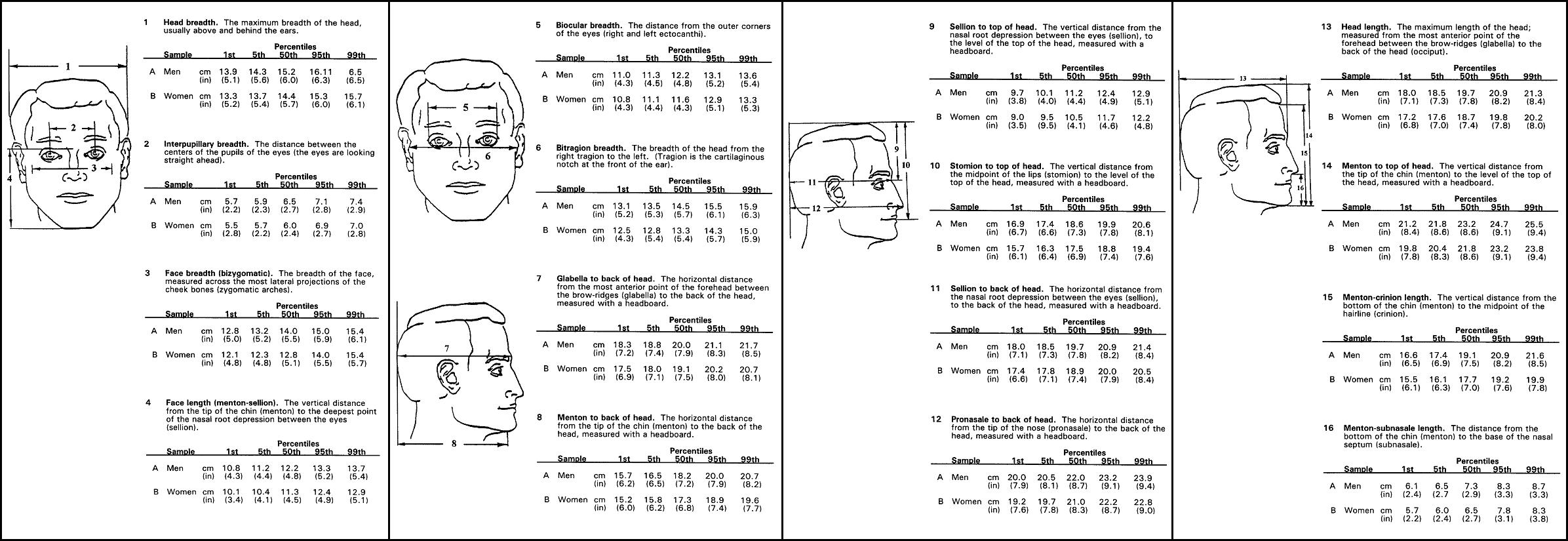
Características físicas de la cabeza de un humano adulto. Un estudio realizado en los Estados Unidos estimó que la circunferencia de la cabeza humana promedio es de 35 cm en las mujeres y 40 cm en los hombres.

## Regiones de la cabeza
Por lo general, para que existan una clara comunicación sobre la localización de las estructuras, lesiones o patologías relacionadas con la cabeza, esta se divide en regiones. Con excepción de la región aurícular, que incluye a la oreja, los nombres de las regiones de la porción neurocraneal de la cabeza corresponden a los huesos o detalles óseos subyacentes: regiones frontal, parietal, occipital, temporal y mastoidea.
La porción viscerocraneal de la cabeza incluye la región facial, que se divide en cinco regiones bilaterales y tres regiones medias en relación con estructuras superficiales (regiones labial y región de la mejilla), formaciones de tejidos blandos más profundos (región parotídea) y con estructuras esqueléticas (región orbitaria, infraorbitaria, región nasal, región cigomática y región mentoniana).